# Alexia Paganini
Alexia Paganini (Connecticut, Estados Unidos; 15 de noviembre de 2001) es una patinadora artística sobre hielo estadounidense que representa a Suiza en competiciones internacionales. Medallista de bronce del Trofeo Nebelhorn de 2017 y campeona del Abierto de Eslovenia de 2017. Representó a Suiza en los Juegos Olímpicos de Pyeongchang 2018.

## Carrera
Nació en noviembre de 2001 en Connecticut, Estados Unidos y cuenta con nacionalidad suiza y estadounidense. Comenzó a patinar en el año 2003 y más adelante representó a Estados Unidos en dos eventos internacionales. En 2016 ganó la medalla de oro del Trofeo de Gardena en nivel júnior, terminó en sexto lugar en la prueba del Grand Prix Júnior de Francia en 2016 y en el año 2017 se ubicó en el quinto lugar del Campeonato Júnior de Estados Unidos.
Desde 2017 Paganini comenzó a competir por Suiza por sugerencia de su entrenador y ser contactada por autoridades deportivas de ese país. Tuvo su debut en nivel sénior en el Abierto de Eslovenia de 2017, donde ganó la medalla de oro. Participó en el Trofeo Nebelhorn 2017 de la Challenger Series de la ISU, ahí obtuvo el sexto lugar con su programa corto, tercero en el libre, la suma de ambos programas le hizo acreedora de la medalla de bronce. En diciembre de 2017 se confirmó su participación en los Juegos Olímpicos de invierno de 2018, celebrados en Pyeongchang, Corea del Sur. En el evento se ubicó en el lugar 21.

### Programas
|           | Programa corto                      | Programa libre                                         | Exhibición            |
| --------- | ----------------------------------- | ------------------------------------------------------ | --------------------- |
| 2018-2019 | TBA                                 | TBA                                                    |                       |
| 2017-2018 | Dos Cadencias de Juan Perez         | Stella's Theme de William Joseph                       | Canción de Juan Perez |
| 2016–2017 | On Golden Pond de Dave Grusin       | Pas de Deux (El cascanueces) de Piotr Ilich Chaikovski |                       |
| 2015–2016 | The Aquarium de Camille Saint-Saëns | Libertango de Astor Piazzolla                          |                       |

### Resultados competitivos

#### Para Estados Unidos
| Internacional                                                | Internacional | Internacional | Internacional | Internacional | Internacional |
| Event                                                        | 2012–13       | 2013–14       | 2014–15       | 2015–16       | 2016–17       |
| ------------------------------------------------------------ | ------------- | ------------- | ------------- | ------------- | ------------- |
| Grand Prix Júnior de Francia                                 |               |               |               |               | 6th           |
| Trofeo de Gardena                                            |               |               |               | 1st J         |               |
| Nacional                                                     |               |               |               |               |               |
| Campeonato de Estados Unidos                                 |               | 2nd I         | 8th N         | 2nd N         | 5th J         |
| Eastern Sectional                                            |               | 1st I         | 1st N         | 1st N         | 1st J         |
| North Atlantic Regionals                                     | 14th V        | 1st I         | 2nd N         | 2nd N         |               |
| Levels: V = juvenil; I = intermedio; N = novicio; J = júnior |               |               |               |               |               |

#### Para Suiza
| Internacional                | Internacional | Internacional |
| Event                        | 2017–18       | 2018–19       |
| ---------------------------- | ------------- | ------------- |
| Juegos Olímpicos de invierno | 21st          |               |
| Campeonato Mundial           | 20th          |               |
| Campeonato Europeo           | 7th           |               |
| Copa Rostelecom              |               | TBD           |
| Trofeo Nebelhorn             | 3rd           |               |
| Abierto de Eslovenia         | 1st           |               |
| Nacional                     |               |               |
| Campeonato de Suiza          | 1st           |               |